# Under the Iron Sea
Under the Iron Sea är det andra albumet av det brittiska rockbandet Keane. Under the Iron Sea släpptes 2006, två år efter det första albumet Hopes and Fears.
Albumet blev etta på albumlistan i Storbritannien och fyra i USA.

## Låtlista
1. "Atlantic" – 4:13
2. "Is It Any Wonder?" – 3:06
3. "Nothing in My Way" – 4:00
4. "Leaving So Soon?" – 3:59
5. "A Bad Dream" – 5:06
6. "Hamburg Song" – 4:37
7. "Put It Behind You" - 3:36
8. "The Iron Sea" – 2:57
9. "Crystal Ball" – 3:53
10. "Try Again" – 4:27
11. "Broken Toy" – 6:07
12. "The Frog Prince" – 4:22